# Luciano Manni
Luciano Manni (Colle di Val d'Elsa, 3 febbraio 1943) è un ex calciatore italiano.

## Carriera
È cresciuto nel settore giovanile del Siena ed è stato, dopo il padre Gino Manni, la massima espressione calcistica di Colle di Val d'Elsa, la sua città natale. Nel 1959 all'età di 16 anni passa nelle giovanili del Siena e percorre tutte le categorie per giungere nel 1960 ad essere convocato in nazionale juniores contro la Spagna, nella partita vinta dagli Azzurri per 3 a 0.

Campionato regionale juniores A.C. Siena del 1960/1961.
L. Manni il quarto da destra in seconda fila.

Dopo il servizio militare nel 1965 passa dal Siena al Cervia 4ª serie nazionale, disputando l'intero anno tra i "giallo blu" romagnoli facendosi notare da squadre di categoria superiore tanto che l'anno successivo viene acquistato dal Messina (nel frattempo retrocesso dalla serie A) e disputa 15 gare mettendosi in evidenza. A Novara subisce un infortunio che lo terrà fuori dalla squadra per ben 2 mesi, rientrerà in Messina-Genoa vinta dai siciliani per 2-0.

Campionato Nazionale di Serie B 1965/1966, A. C. R. Messina.
L. Manni il primo da sinistra in piedi.

L'anno successivo (1966) viene preso in prestito dal Torino di Nereo Rocco, come riserva di Cereser e disputa 5 gare nel campionato di serie A.
L'anno dopo il Torino subirà la grave perdita del suo più geniale calciatore, Gigi Meroni (la farfalla granata).
Manni torna  a Messina ,nel frattempo allenata da Umberto Mannocci, ma non trova accordo con la società e in settembre passa in prestito dall'A.C. Bolzano che disputa il campionato nazionale di Serie C. Anche tra i "bianco-rossi" altoatesini riesce a mettersi in evidenza, finché un serio incidente di gara (la rottura della rotula del ginocchio destro) lo convincerà ad abbandonare il calcio professionistico.
Rientrato in Toscana, disputerà alcune stagioni dilettantistiche tra Castellina in Chianti e Colligiana, fino al 1976, anno in cui conclude definitivamente la sua carriera.

## Palmarès

### Club

#### Competizioni regionali
- Prima Categoria: 1

Colligiana: 1972-1973